# Светско првенство у кајаку и кануу на мирним водама 1938 — Ф-1 10.000 метара за мушкарце
Дисциплина Ф-1 на 10.000 метара у мушкој конкуренцији, била је једина дисциплина склопивог кајака једноседа на 1. Светском првенствоу у кајаку и кануу на мирним водама 1938. одржаном у Ваксхолму (Шведска) 7. и 8. августа, у водама Балтичког мора, који окружују острво Ваксхолм, у Стокхолмском архипелагу.
Ово је било прво и једино светско првенство на којем је ова дисциплина била на програму.

## Земље учеснице
Учествовало је 7 кајакаша из 6 земаља. Вожена је само финална трка.
1. Белгија 1
2. Немачка 1
3. Мађарска 1
4. Финска 1
5. Француска 1
6. Шведска 2

## Резултати
| Пласман | Кајакаш        | Земља     | Резултат | Белешке |
| ------- | -------------- | --------- | -------- | ------- |
|         | Арне Богрен    | Шведска   | 51:48,8  |         |
|         | Камил Балатони | Мађарска  | 51:49,7  |         |
|         | Гинтер Новацки | Немачка   | 51:59,3  |         |
| 4.      | К. Орн         | Шведска   | 52:51,7  |         |
| 5.      | Анри Ебрехард  | Француска | 52:52,5  |         |
| 6.      | Х. Клиндберг   | Финска    | 52:55,3  |         |
| 7.      | И. Далемулен   | Белгија   | 60:59,0  |         |